# キリストの鞭打ち (グエルチーノ)
『キリストの鞭打ち』（キリストのむちうち、伊: La Flagellazione di Cristo、英: The Flagellation of Christ）は、イタリア・バロック期の巨匠グエルチーノが1657年にキャンバス上に油彩で制作した絵画である。1657年10月から1658年1月まで画家に制作料が分割で支払われたことがわかっている。フェラーラの枢機卿ロレンツォ・インペリアーリのために制作され、後に枢機卿がキージ家出身の教皇アレクサンデル7世に贈った。その後、作品はローマのキージ宮殿に所蔵されていたが、1918年に宮殿および宮殿内の全美術コレクションとともにイタリア政府によって購入された。現在、ローマのバルベリーニ宮国立古典絵画館に所蔵されている。

## 作品
「マタイによる福音書」 (26章57-68)、「マルコによる福音書」 (14章53-65)、「ルカによる福音書」 (22章67-71)、「ヨハネによる福音書」 (18章13-14) によれば、イエス・キリストは捕縛された後、大祭司カイアファのもとで尋問を受ける。その際、カイアファが「誓って答えよ。お前は神の子であり、救世主なのか」と問うと、キリストは「その通りだ」と答えた。それを聞いたカイアファは、「この男は神を冒瀆した」と叫び、「救世主の僭称」を罪状にして死刑を決議する。その後、人々はキリストに暴行を加えることとなった。
画面のキリストは柱につながれている。執行人の1人が非常に挑戦的な仕草でキリストの髪を掴んでいるかたわら、もう1人がロープの結び目を縛っている。背景にいる見物人や兵士たちがこの情景を見つめている。描かれている場面は意図的に実際の鞭打ちが行われる前の瞬間となっており、それがかえって出来事の哀感を増し、拷問の道具に注意を促す。この道具は、その形と細部において1223年に聖地からもたらされ、サンタ・プラッセーデ教会で崇拝された有名な聖遺物を想起させるものである。
多くの点で、本作はグエルチーノ晩年の様式を典型的に表しており、拡散された光、古典的でモニュメンタルな構図、洗練された色彩が特徴である。また、非常に自由で、ある程度の距離から見ると形態が明らかとなる大まかな筆触も特質としている。